# Tizenhat szál gyertya
A Tizenhat szál gyertya (angolul: Sixteen Candles) egy 1984-ben bemutatott amerikai filmvígjáték, mely John Hughes első rendezése. A tinédzserek kalandjait bemutató film főszereplői Molly Ringwald, Michael Schoeffling és Anthony Michael Hall.

## Cselekmény
|  | Alább a cselekmény részletei következnek! |

A film Samantha „Sam” Baker, másodikos középiskolás 16. születésnapján kezdődik, melyről egész családja megfeledkezett, mivel nővérének, Ginnynek másnap lesz az esküvője. Mindemellett egy népszerű és jóképű végzős, Jake Ryan iránt érzett vonzódása miatt is feszült. Az iskolában sincs könnyebb dolga, amikor megtudja, hogy a kitöltött „szex-kérdőíve” nem jutott vissza barátnőjéhez, hanem Jake kezébe került. Sam pánikba esik, mivel a kérdőív bizalmas információkat tartalmaz: szüzességét Jake-kel szeretné elveszíteni.
Amint hazaér, újabb gondjai akadnak: az esküvőre érkező négy nagyszülő náluk szállt meg az ünnep idejére. Ami még rosszabb, hogy egyik nagyszülei magukkal hoztak egy furcsa kínai cserediákot is, Long Duk Dongot. A nagyszülei arra kényszerítik Samet, hogy a cserediákot vigye magával a végzősök báljába. Sam ámulatára Long Duk Dong hamar barátnőre talál a bulin: a „Favágónak” becézett magas, dús keblű Marlene-nel lassú táncot járnak a bálteremben.
Az egyik mellékszálon egy újonc kockafej, „Farmer” Ted jelenik meg, aki fogadásokat köt barátaival, hogy sikerül ágyba vinnie titkos szerelmét, Samet. Azonban az iskolabuszban a lány egyszerűen lerázza, mondván: „Menj a pokolba!”
Az iskolai bál alatt Sam és Ted beszélgetni kezdenek, a lány pedig bevallja, hogy szerelmes Jake-be. Ezt hallván, Ted elmondja neki, hogy Jake érdeklődött felőle, ezért megegyeznek, hogy Samnek mindenképp beszélnie kell a fiúval. Mielőtt Samantha elmenne, Ted beszél neki a fogadásáról, a lány pedig beleegyezik, hogy kölcsönadja alsóneműjét, hogy megnyerhesse a fogadást.
Később (miután 1 dollárért a többi stréber megtekinthette a megszerzett bugyit, amiről Sam is tudomást szerez másnap) Ted és a hasonlóan lenézett barátai, Cliff és Bryce elmennek a végzősök after party-jára Jake-ék házába. Amikor Cliff megkérdi Tedet, hogy nem fél attól, hogy egy végzősökkel teli buliba mennek, Ted megnyugtatja barátját, mondván: „70 dollárunk és egy női bugyi van nálunk. Nyert ügyünk van, rendben? Ez egy remek szociális lehetőség számunkra! Gyerünk!” A buliban Long Duk Dong újdonsült barátnőjével üdvözli őket. A csapat elkövet azonban egy hatalmas hibát, amikor egy keményfiú sörös dobozokból készített piramisát véletlenül ledöntik. Ted és Bryce magára hagyja Cliffet a keményfiúkkal, hogy oldja meg a problémát.
Ezalatt Jake a szobájában tartózkodik, és a végzősök évkönyvét nézegeti, amikor rátalál Sam fotójára. Amikor felhívja a lányt, csalódás éri, mert annak nagyszülei veszik fel a telefont.
A buli után a házában teljes a felfordulás. Jake az asztal alatt találja Tedet, akivel beszélgetni kezdenek. Jake tovább érdeklődik Sam felől. A két fiú egyezséget köt: ha Jake megtarthatja Sam fehérneműjét, Ted hazaviheti Jake ittas barátnőjét, Caroline Mulfordot, Jake apjának Rolls Royce-ával. Jake ezt később kihasználja, hogy szakíthasson Caroline-nal (aki meglepő módon beleszeret Tedbe, így a szakítás kicsit sem zavarja). Ezután Jake a templomhoz megy, ahol Sammel találkozik. A film kettőjük csókjával és a lány 16 gyertyás születésnapi tortájának felszeletelésével ér véget.
|  | Itt a vége a cselekmény részletezésének! |

## Szereplők

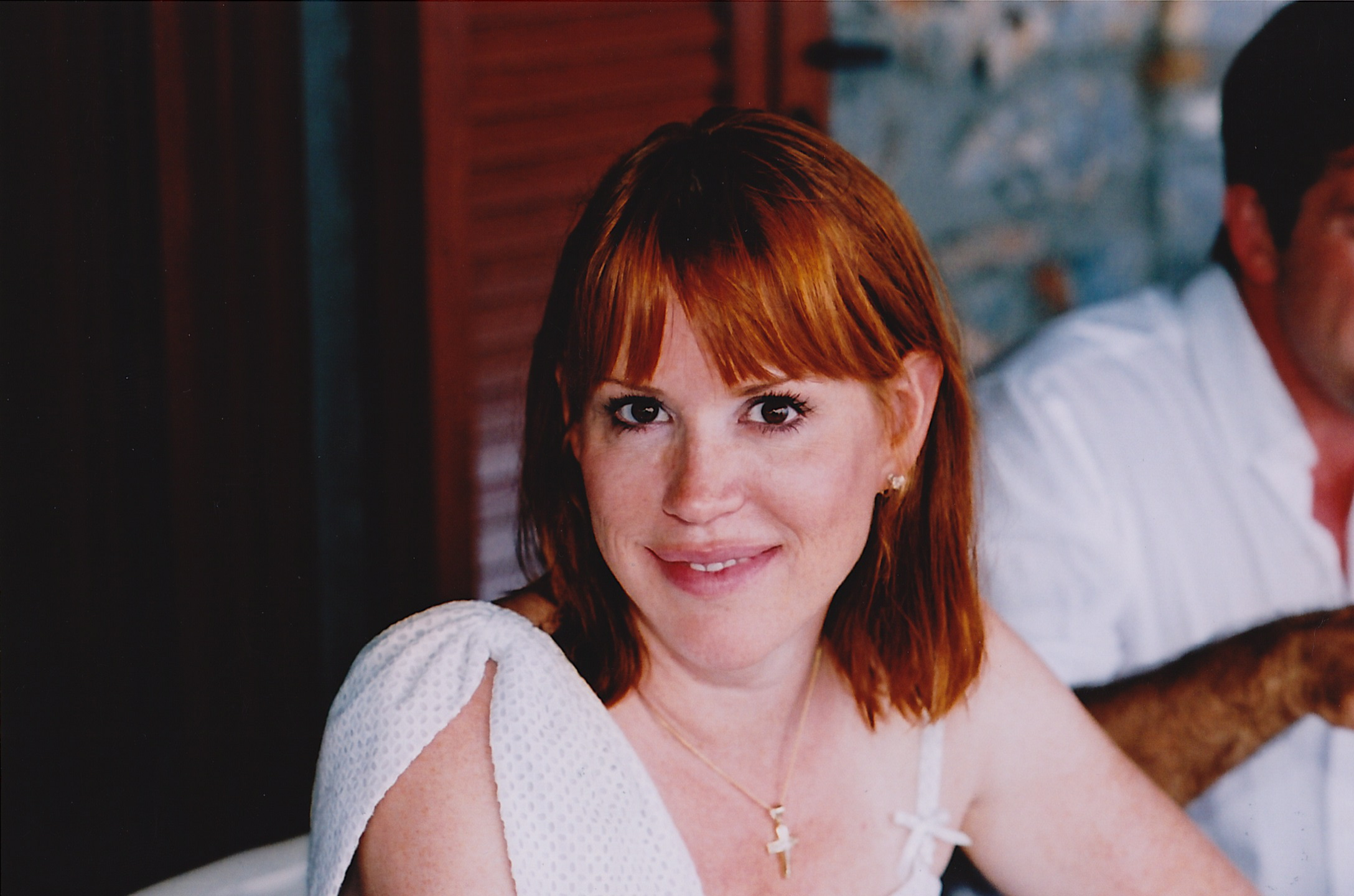
Molly Ringwald 2010-ben

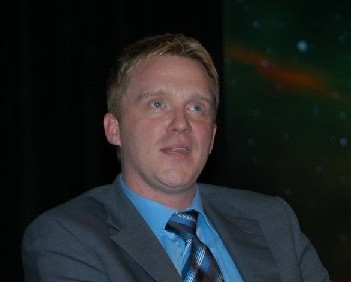
Anthony Michael Hall 2004-ben

| Szereplő                   | Színész                | Magyar hang         |
| -------------------------- | ---------------------- | ------------------- |
| Samantha „Sam” Baker       | Molly Ringwald         | Adorján Éva         |
| Mike Baker                 | Justin Henry           | Borbíró András      |
| Jake Ryan                  | Michael Schoeffling    | Bartucz Attila      |
| Caroline Mulford           | Haviland Morris        | Majsai-Nyilas Tünde |
| Long Duk Dong              | Gedde Watanabe         |                     |
| „Farmer” Ted               | Anthony Michael Hall   | Minárovits Péter    |
| Jim Baker                  | Paul Dooley            | Csuja Imre          |
| Brenda Baker               | Carlin Glynn           | Kubik Anna          |
| Ginny Baker                | Blanche Baker          | Kiss Eszter         |
| Howard Baker               | Edward Andrews         | Buss Gyula          |
| Dorothy Baker              | Billie Bird            | Dallos Szilvia      |
| Helen nagymama             | Carole Cook            | Fodor Zsóka         |
| Fred nagypapa              | Max Showalter          | Botár Endre         |
| Randy                      | Liane Alexandra Curtis | Simonyi Piroska     |
| Bryce                      | John Cusack            | Szőke András        |
| Cliff                      | Darren Harris          | Markovics Tamás     |
| Marlene                    | Deborah Pollack        | Liptai Claudia      |
| Sara Baker                 | Cinnamon Idles         | Mánya Zsófia        |
| cím, stáblista felolvasása | –                      | Korbuly Péter       |

## Gyártás
John Hughes a szereplőkért felelős ügynök képei között talált rá Molly Ringwald fotójára, melyből ihletet merítve egy hétvége alatt megírta a forgatókönyvet, melynek főszerepét a fiatal színésznőnek szánta. Jake szerepére Viggo Mortensen és Michael Schoeffling is a jelöltek között volt. Végül az utóbbi kapta meg a szerepet. Ted szerepére Hughes több színészt is megfelelőnek tartott: „Minden egyes gyerek, aki Ted szerepére jelentkezett a meghallgatáson, a teljes, sztereotípiákkal teli kockafejet formálta meg. Tudják, vastag szemüveg, golyóstoll az ingzsebben, fehér zokni. De Michael bejött és egyenesen játszotta, mint egy emberi lényt. Abban a pillanatban tudtam, hogy megtaláltam a stréberemet.”
A filmet 1983 nyarán Chicago környékén, Skokie és Highland Park városkákban forgatták. Ringwald és Hall ekkor 15 évesek voltak. A kültéri jelenetek többségét és egyes beltérieket a Skokie-i Niles East Középiskolában (Niles East High School) forgatták, közel a város központjához, ahol egyik jelenetben Hall a Rolls Royce-t vezeti. A Niles East Középiskolában forgatták az egyik ebédlői és tornatermi jelenetet, illetve az autószerelő-műhelybeli jelenetet. (Ugyanebben az iskolában vették fel a Különös kísérlet című film egyes jeleneteit is.) A filmbeli Baker család háza Evanstonban, a zárójelenetek helyszínéül szolgáló templom és parkoló pedig Glencoe-ban található.

## Zene
| 1. | 16 Candles        | Stray Cats              | 2:52 |
| 2. | Hang Up the Phone | Annie Golden            | 2:59 |
| 3. | Geek Boogie       | Ira Newborn & the Geeks | 2:48 |

| 1. | Gloria           | Patti Smith    | 5:54 |
| 2. | If You Were Here | Thompson Twins | 2:55 |

Az eredeti filmzene album egy öt dalt tartalmazó lemez volt. Az 1984-ben kiadott lemezen a film zenjéért felelős Ira Newborn mellett Patti Smith, Annie Golden, a Thompson Twins és a Stray Cats dalai hallhatóak. Azonban a filmben több dal is elhangzik, mely nem szerepel a soundtrack-albumon:
| - Snowballed – AC/DC - Today I Met the Boy I'm Gonna Marry Performed by Darlene Love - Love of the Common People – Paul Young - Kajagoogoo (főcímdal) – Kajagoogoo - Happy Birthday – Altered Images - Kazooed on Klassics – The Temple City Kazoo Orchestra - Dragnet – Ray Anthony - Rumours in the Air – Night Ranger - Peter Gunn – Ray Anthony - True – Spandau Ballet (az iskolai táncjelenet alatt) - Wild Sex (In the Working Class) – Oingo Boingo - Little Bitch – The Specials - Growing Pains – Tim Finn - When It Started to Begin – Nick Heyward | - Lenny – Stevie Ray Vaughan - Whistle Down the Wind – Nick Heyward - Ring Me Up – The Divinyls - Love Theme (A Keresztapa című filmből) – Vezényeli: Carlo Savina - Turning Japanese – The Vapors - Rev-Up – The Revillos - Farmer John – The Premiers - New York, New York film főcímdala – Frank Sinatra - Young Guns – Wham! - Rebel Yell – Billy Idol - Lohengrin nászinduló – Bajor Állami Operaház kórusa és zenekara - Young Americans – David Bowie - Tenderness – General Public |

## Fogadtatás

### Kritikák
A Tizenhat szál gyertya kedvező fogadtatásban részesült, sokak szerint 1984 egyik legjobb filmjének számít. A Rotten Tomatoes 86%-ban elismerően nyilatkoztak. Ringwald alakítását a Variety magazin külön kiemelte, „megnyerő és hiteles” jelzőkkel illetve azt, Roger Ebert szerint ő alkotja a „történet tökéletes középpontját”.

### Ellentmondások
A cserediák, Long Duk Dong karakterét többen is kritizálták, mivel sértőnek találták az ázsiaiakra nézve. Alison MacAdam szerint a cserediák alakja „megtestesíti mindazokat az ázsiaiakról alkotott sztereotípiákat, amelyeket Hollywood valaha is az amerikaiak felé közvetített.” Ázsiai származású amerikaiak megemlítik, hogy a Dong mesterkélt angol akcentusával gyakran gúnyolódtak velük. Roger Ebert szerint Gedde Watanabe „Dong karakterét a várható sértő sztereotípiákból magas szintű komédiává emeli.”

### Bevétel
A film becslések szerint 6 500 000 dollárba került, ezért a 23 686 027 dolláros bevétel igen jónak mondható.

### Díjak
1984 decemberében Molly Ringwald és Anthony Michael Hall elnyerték a Young Artist Award legjobb női, illetve legjobb férfi főszereplőjének járó díjat. Ez volt az első alkalom, hogy a legjobb női és férfi főszereplőnek járó Young Artist Awardot ugyanazon film szereplői vitték el. 2008 júliusában Entertainment Weekly az 50 legjobb sulifilm listáján a 49. helyre rangsorolta a filmet.

## Folytatás
2005-ben szóba került, hogy elkészül a film folytatása. Egy 2010-es interjúban Ringwald elzárkózott a nagy filmklasszikusok újraforgatásától.

## Fordítás
- Ez a szócikk részben vagy egészben  a   Sixteen Candles című angol Wikipédia-szócikk ezen változatának fordításán alapul.  Az eredeti cikk szerkesztőit annak laptörténete sorolja fel. Ez a jelzés csupán a megfogalmazás eredetét és a szerzői jogokat jelzi, nem szolgál a cikkben szereplő információk forrásmegjelöléseként.